# NGC 3142
NGC 3142 је лентикуларна галаксија у сазвежђу Секстант која се налази на NGC листи објеката дубоког неба.
Деклинација објекта је - 8° 28' 46" а ректасцензија 10h 10m 6,4s. Привидна величина (магнитуда) објекта NGC 3142 износи 13,8 а фотографска магнитуда 14,8. NGC 3142 је још познат и под ознакама MCG -1-26-28, PGC 29586.